# Solenopsis krockowi
Solenopsis krockowi é uma espécie de formiga do gênero Solenopsis, pertencente à subfamília Myrmicinae.